# 鈕承澤
鈕 承澤（ニウ・チェンザー、1966年〈民国55年〉6月22日 - ）は、台湾の映画監督、俳優。

## 人物
子役から映画やドラマに出演。国立台湾戲曲学院卒業。2000年からテレビドラマの監督業を始め、2007年に『ビバ!監督人生!!』で映画監督デビュー。
2018年、新作『跑馬』の撮影中、女性の映画スタッフに性的暴行を加えた。一審・二審とも4年の有期刑を言い渡され、2021年に上訴が却下され、入獄した。

## 監督作品

### テレビドラマ
- 『トースト・ボーイ's キッス』（原題：吐司男之吻、2001年）※出演も
- （原題：石頭的故事、2001年）※出演も
- （原題：八度空間、2002年）※出演も
- 『部屋においでよ』（原題：來我家吧、2002年）※出演も
- 『求婚事務所〜Say Yes Enterprise〜』（原題：求婚事務所、2004年）※出演も
- 『花様少年少女』（原題：花樣少年少女、2006年）※原作は『花ざかりの君たちへ』
- 『墾丁は今日も晴れ!』（原題：我在墾丁*天氣晴、2007年）※出演も

### 映画
- 『ビバ!監督人生!!』（原題：情非得已之生存之道、2008年）※脚本・監督・出演
- 『台北24時「あの夏の小さな家出」』（原題：台北異想「那個夏天小出走」、2009年）※オムニバス映画の中の1作
- 『モンガに散る』（原題：艋舺、2010年）※脚本・監督・出演
- 『LOVE（中国語版）』（原題：愛、2012年）※脚本・監督・出演、第7回大阪アジアン映画祭で『LOVE』の邦題で、2012東京／長崎・中国映画週間で『愛』の邦題で上映
- 『軍中楽園』（原題：軍中樂園、2014年）

## おもな出演作品
※監督作品を除く

### テレビドラマ
- 『マイ・ラッキー・スター〜放羊的星星』（原題：放羊的星星、2007年）

### 映画
- （原題：小雨絲絲、1976年）
- 『風櫃の少年』（原題：風櫃來的人、侯孝賢監督、1983年）
- 『少年』（原題：小畢的故事、陳坤厚監督、1983年）
- 『バナナ・パラダイス』（原題：香蕉天堂、王童監督、1989年）
- 『極道黒社会 RAINY DOG』（三池崇史監督、1997年）※日本映画
- （原題：天馬茶房、林正盛監督、1999年）
- 『ミレニアム・マンボ』（原題：千禧曼波、侯孝賢監督、2001年）

## 参考
- allcinema ニウ・チェンザー